# Kendō Kata

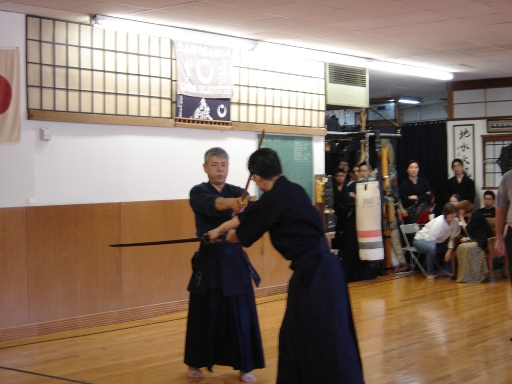
Due kenshi eseguono il 4° kata del Nihon Kendō Kata (Yonhon-me)

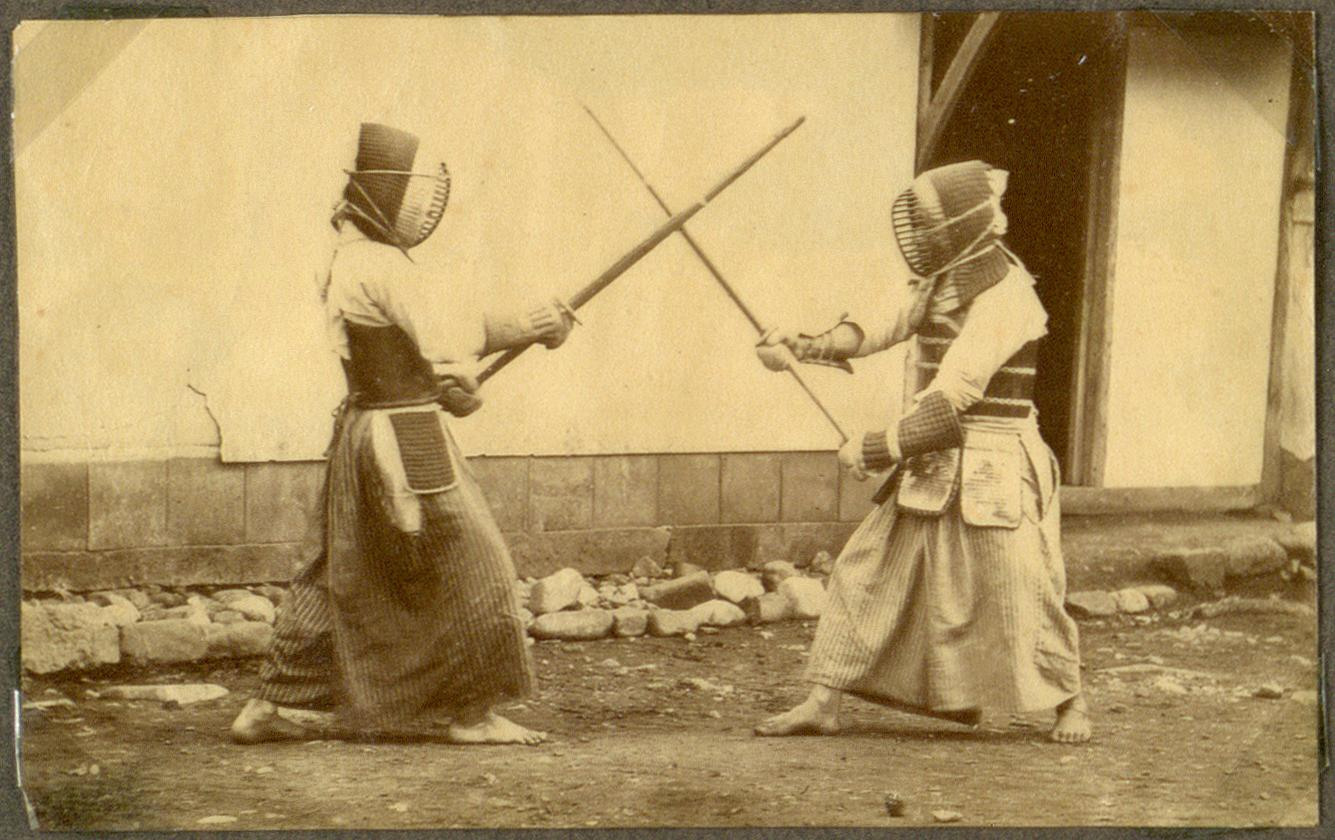
Due kendoka praticano un kata in bōgu, 1868

I Kendō Kata (剣道形?) sono i kata del kendō, ovvero le sequenze prefissate di tecniche che insegnano le basi della scherma giapponese.
Per la pratica vengono utilizzate spade di legno massiccio chiamate bokutō (木刀?) o bokken (木剣?), il primo termine è utilizzato prevalentemente dai giapponesi mentre gli "stranieri" prediligono il secondo. In alcune occasioni, specialmente le dimostrazioni più formali, si usano katana smussate (iaitō)
Oltre a quelli delle varie scuole antiche di kenjutsu, i kata codificati dalla All Japan Kendo Federation sono il Nihon Kendō Kata (日本剣道形?) ed il più recente Bokutō Ni Yoru Kendō Kihon-waza Keiko-ho (木刀による剣道基本技稽古法?), propedeutico al primo.

## Scopo
I kata sono stati originariamente ideati per preservare la storia e le tecniche del kenjutsu per le generazioni future. In passato, molti ryū di kendo avevano i propri kata che gli studenti erano tenuti a imparare. I kata furono innanzitutto unificati nel Keishicho Gekken Kata, o Kata di Kendo del Movimento d'Attacco del Dipartimento di Polizia, quando alcuni importanti kenshi furono chiamati per definire il kata nel 1880. Il Nihon Kendo Kata fu ideato nel 1912 per l'uso nelle scuole pubbliche. Lo scopo moderno del kata è quello di insegnare le tecniche e gli intervalli d'attacco, il movimento del corpo, la sincerità e il kigurai (orgoglio).

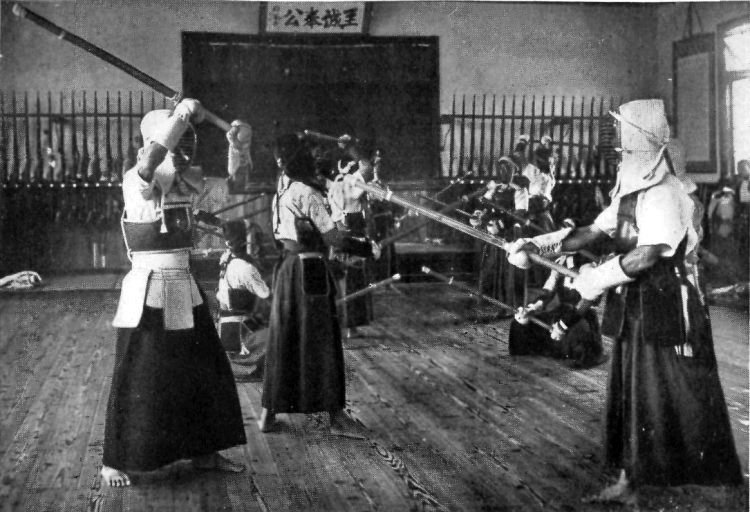
Un kata praticato in una scuola agricola giapponese attorno al 1920.

## Nihon Kendō Kata
Il Nihon Kendō Kata (日本剣道形?) viene praticato secondo due ruoli: l'insegnante (打太刀?, uchitachi) e lo studente (仕太刀?, shidachi). L'insegnante colpisce sempre per primo.
Nei primi sette kata sia studente che insegnante usano il daitō o tachi (una spada lunga, del tipo uchigatana), un lungo bokutō. Negli ultimi tre kata l'insegnante usa un daitō  e lo studente usa uno shōtō o kodachi (una spada più corta,del tipo wakizashi).
In generale, è richiesta una buona capacità di eseguire i primi tre kata per l'esame di 1 kyū e 1 dan, dei primi 5 per il secondo, di tutti i kata con il daitō per il terzo e di tutti i kata per i successivi.
| Kata | Tachi vs Tachi   | Guardia di partenza   | Guardia di partenza        |
| Kata | Tachi vs Tachi   | Uchitachi             | Shidachi                   |
| ---- | ---------------- | --------------------- | -------------------------- |
| 1    | Ippon-me         | hidari-jodan-no-kamae | migi-jodan-no-kamae        |
| 2    | Nihon-me         | chudan-no-kamae       | chudan-no-kamae            |
| 3    | Sanbon-me        | gedan-no-kamae        | gedan-no-kamae             |
| 4    | Yonhon-me        | hasso-no-kamae        | waki-gamae                 |
| 5    | Gohon-me         | hidari-jodan-no-kamae | chudan-no-kamae            |
| 6    | Roppon-me        | chudan-no-kamae       | gedan-no-kamae             |
| 7    | Nanahon-me       | chudan-no-kamae       | chudan-no-kamae            |
| Kata | Tachi vs Kodachi | Uchitachi (daitō)     | Shidachi (shōtō)           |
| 1    | Ippon-me         | hidari-jodan-no-kamae | migi-hanmi-chudan-no-kamae |
| 2    | Nihon-me         | gedan-no-kamae        | migi-hanmi-chudan-no-kamae |
| 3    | Sanbon-me        | chudan-no-kamae       | migi-hanmi-gedan-no-kamae  |

### Critiche
Sono state sporte delle critiche al Nihon Kendo Kata da alcuni kendoka poiché vengono ancora utilizzate alcune tecniche obsolete (ad esempio il kodachi non è più usato eccetto che nello stile a due spade); per questo motivo è stato sviluppato il Bokutō Ni Yoru Kendo Kihon-waza Keiko-ho.

## Bokutō Ni Yoru Kendō Kihon-waza Keiko-ho
Il Bokutō Ni Yoru Kendō Kihon-waza Keiko-ho (木刀による剣道基本技稽古法? lett. "pratica delle tecniche fondamentali di Kendō con l’utilizzo del bokutō") è una nuova forma di allenamento fatto con il bokutō che si basa sullo studio di tecniche direttamente applicabili in combattimento. Il Bokutō Ni Yoru Kendo Kihon-waza Keiko-ho, inoltre, facilita l'apprendimento del Nihon Kendō Kata, per questo viene soprattutto utilizzato nelle scuole primarie e secondarie. Mentre il Nihon Kendō Kata usa tutte le cinque kamae, il Bokutō Ni Yoru Kendo Kihon-waza Keiko-ho usa la sola Chūdan-no-kamae, la più usata. Invece dei ruoli di studente e insegnante, ci sono i ruoli equivalenti di Motodachi (chi riceve la tecnica) e Kakarite (chi la esegue). Le prime quattro waza sono focalizzate sulle tecniche di attacco, le altre cinque sono incentrate sulle tecniche di risposta.
| Kihon | Tecnica            | Colpi usati                      |
| ----- | ------------------ | -------------------------------- |
| 1     | Ippon-uchi no waza | Men, Kote, Dō, Tsuki             |
| 2     | Renzoku no waza    | Kote-Men                         |
| 3     | Harai waza         | Harai-Men                        |
| 4     | Hiki waza          | Men, Tsubazeriai-kara no Hiki-Dō |
| 5     | Nuki waza          | Men, Nuki-Dō                     |
| 6     | Suriage waza       | Kote, Suriage-Men                |
| 7     | Debana waza        | Debana-Kote                      |
| 8     | Kaeshi waza        | Men, Kaeshi-Migi-Dō              |
| 9     | Uchiotoshi waza    | Dō, Uchiotoshi-Men               |